# Kinda Like a Big Deal
Kinda Like a Big Deal è un singolo del duo rap Clipse, formato dai rapper Pusha T e No Malice, in collaborazione con Kanye West. 
La canzone è estratta dall'album Til the Casket Drops e prodotta da DJ Khalil, che ha prodotto anche Footsteps e There Was A Murder dei Clipse, e Chin Injeti.

## Video ufficiale
Il video ufficiale di Kinda Like a Big Deal è stato pubblicato il 23 giugno 2009.

## Remix
Il 30 aprile 2009 Bun B pubblicò il remix ufficiale della canzone. 
Il freestyle più famoso è stato pubblicato il 16 giugno 2001, intitolato Excuse My Mood di Kid Cudi.
Altri sono stati composti da Kano, T.I., Chace Infinite e Dominant 1.